# كوتلنيكوفو
كوتلنيكوفو (بالروسية: Котельниково) هي إحدى مدن روسيا في الكيان الفدرالي الروسي فولغوغراد أوبلاست.